# Gustav Cohn (Rabbiner)
Gustav Cohn (geboren 19. März 1881 in Stettin; gestorben 19. November 1943 im KZ Auschwitz) war ein deutscher Rabbiner.

## Leben
Gustav Cohn war ein Sohn des Louis Cohn und der Sara Cohn. Er besuchte Gymnasien in Stettin und Berlin und studierte ab 1905 an der Berliner Universität und an der Hochschule für die Wissenschaft des Judentums. Er erwarb 1908 das Rabbinerexamen und wurde Religionslehrer bei den Berliner Synagogenvereinen „Osten“ und „Beth Jacob“. Ab 1912 bis 1920 war Cohn Rabbiner in Krotoschin und dort Vorsitzender des Vereins für jüdische Geschichte und Literatur. Er entfaltete beim Central-Verein deutscher Staatsbürger jüdischen Glaubens eine rege Publikationstätigkeit in dessen Organen Im deutschen Reich (IdR) und dessen Nachfolgeblatt CV-Zeitung. Er war Mitglied im Allgemeinen Rabbiner-Verband in Deutschland (ADR) 
Nachdem die Provinz Posen Teil der Polnischen Republik wurde, ging Cohn als liberaler Rabbiner nach Leipzig. Er heiratete Elsbeth Wittkower, sie hatten drei Kinder. Er schrieb häufig Beiträge in dem von ihm herausgegebenen Leipziger Gemeindeblatt und für die Jüdisch-liberale Zeitung. 1934 wurde er Amtsnachfolger des verstorbenen Rabbiners Felix Goldmann.  
1939 floh er mit seiner Frau in die Niederlande, und es wurde ihnen die deutsche Staatsbürgerschaft entzogen. 1942 wurden sie im Durchgangslager Westerbork inhaftiert und im Herbst 1943 in das KZ Auschwitz deportiert, wo er ermordet wurde.

## Schriften (Auswahl)
- Der jüdische Friedhof : Seine geschichtliche und kulturgeschichtliche Entwicklung. Mit besonderer Berücksichtigung der ästhetischen Gestaltung. Frankfurt a. M.: Franzmathes-Verlag, 1930